# Melica spartinoides
Melica spartinoides är en gräsart som beskrevs av Lyman Bradford Smith. Melica spartinoides ingår i släktet slokar, och familjen gräs. Inga underarter finns listade i Catalogue of Life.